# Двуезично обучение
Двуезично обучение е термин с широко значение, обозначаващ образователни учебни програми за учащи с ограничено или почти никакво владеене на чужд език. Тези програми обикновено използват родния език за академични цели, докато обучаемите придобият опитност в другия език. При някои програми родният език се изучава две или три години, след което се прекъсва изучаването му, докато при други учебни програми родният език се използва за неопределено време с цел да се повиши нивото на владеене на двата езика.
Има четири типа образователни програми за двуезично обучение.
- преподаване на втори чужд език, разчитайки предимно на родния език на говорещия. Тази теория се основава на поддържане силно чувство за собствената култура и език, което спомага за усвояването на чуждия език и култура.
- предоставянето на специален вид обучение, умения по езика и развитие на мултикултурно съзнание.
- подход, използващ родния език на обучаемите и културните фактори при обучението по академични предмети.
- обучение, извършващо се на родния език на детето, придружен с образование по другия език за неограничен период от време, което създава благоприятна почва за двуезичност и грамотност по двата езика.